# 에릭 울프
에릭 로버트 울프(Eric Robert Wolf, 1923년 2월 1일 – 1999년 3월 6일)는 미국의 인류학자로, 학계에서는 농민, 라틴 아메리카에 대한 연구와 마르크스주의적 관점을 옹호한 것으로 유명하다.
울프는 오스트리아의 빈에서 태어났지만, 그의 가족이 유대인 박해를 피하기 위해 이주함에 따라 처음에는 영국, 이후 다시 미국으로 이주하였다. 영국에서 울프는 에식스주 월섬스토(Walthamstow)에 있는 사립학교인 포레스트 스쿨(Forest School)에 2년 동안 다니며 영어를 배우고 과학에 대한 흥미를 키웠다. 1940년, 울프는 리버풀의 휴이튼(Huyton)에 있는 이방인 수용소에 억류되기도 했는데, 수용소의 열악한 환경 아래에서 그는 사회주의와 공산주의의 사상을 접하기도 하였다. 억류에서 풀려난 이후, 울프는 1940년 미국으로 이주하여 주로 뉴욕에서 지냈다. 그는 미국 육군 제10산악사단에 복무하며 제2차 세계 대전에 참전하여 이탈리아 전선에서 싸웠다. 당시 미국의 2차대전 참전 용사들이 그러했듯이, 그도 새로 제정된 제대군인들을 위한 사회보장제도인 G.I. 법안에 따른 혜택으로 군 전역 이후 대학 교육을 받았고, 다른 문화에 대한 관심을 키워나갔다. 울프는 컬럼비아 대학교에서 인류학을 전공했으며, 1961년 미시간 대학교에서 인류학 교수로서 강의를 시작하여 뉴욕시립대학교(CUNY)의 리먼 칼리지(Lehman College) 등에서 강의하였다. 그는 라틴 아메리카와 유럽 등지에서 현지 조사를 하며 연구 활동을 펼치기도 했다. 울프는 1971년 CUNY 대학원으로 자리를 옮겨 그곳에서 그의 커리어의 말년을 지냈다. 1999년 뉴욕주 어빙턴에서 대장암으로 사망하였다.

## 저서
- Peasant Wars of the Twentieth Century (20세기의 농민 전쟁)
- Anthropology (인류학)
- Peasants (농민들)
- The Hidden Frontier: Ecology and Ethnicity in an Alpine Valley (숨겨진 개척지: 알프스 계곡에서의 생태과 민족성)
- Europe and the People Without History (유럽과 역사없는 사람들)
- Envisioning Power (꿈꾸는 권력)
- Sons of the Shaking Earth (흔들리는 지구의 자손)
- Pathways of Power (권력의 경로들)